# Jaspert de Botonac i de Castellnou
Jaspert de Botonac i de Castellnou (?, segle xiii - València, 1288) fou un eclesiàstic i jurista català, probablement germà de Pere Arnau de Botonac i pertanyent per part de pare a una família noble dels voltants de Narbona i per part de mare a l'alta nissaga dels Castellnou, radicada al Rosselló i al Vallespir. Va ser abat de Sant Feliu de Girona (1272), sagristà de la seu de Girona (1273 - 1276) i bisbe de València fins a la seva mort (1276 - 88). El rei Pere II d'Aragó l'envià a la cort francesa (1284) per tal d'evitar la intervenció de Felip III de França en la lluita contra els angevins. Celebrà dos sínodes el 1278 i promulgà algunes constitucions.